# Le Jour d'après (téléfilm)
Pour les articles homonymes, voir Le Jour d'après.
Pour plus de détails, voir Fiche technique et Distribution.
Le Jour d'après (The Day After) est un téléfilm américain réalisé par Nicholas Meyer, diffusé en 1983 et sorti en salles françaises dans l'année qui a suivi.
Le film met en scène une guerre fictive entre les forces de l'OTAN et du Pacte de Varsovie qui dégénère rapidement en un échange nucléaire à grande échelle entre les États-Unis et l'Union soviétique. Cependant, l'action se concentre sur les résidents de Lawrence, au Kansas et à Kansas City, Missouri, ainsi que plusieurs fermes familiales situées à proximité des silos de missiles nucléaires.

## Synopsis
Alors que les journaux télévisés et la radio font allusion à une intervention armée des Soviétiques en Allemagne de l’Est, le film décrit la vie quotidienne de citoyens américains habitant à Kansas City et aux alentours.
Au Memorial General Hospital, le docteur Oakes est un cardiologue, assisté par l'infirmière Nancy Bauer. Parmi leurs patients figure une mère enceinte, madame Alison Ransom. Le Dr Oakes est informé par sa fille la plus âgée qu'elle va déménager à Boston. De son côté, son épouse se souvient de la crise des missiles de Cuba, et s'inquiète auprès de lui pour savoir si cette fois une guerre nucléaire ne pourrait pas réellement éclater. Oakes tente de la rassurer en lui affirmant que si les dirigeants sont fous, ils n’ont pas ce genre de folie.
Le film s’attache également à montrer une famille de fermiers de Harrisonville, Missouri, dont le père Jim Dahlberg et la mère Eve Dahlberg préparent le mariage de leur fille. Une autre famille de fermiers — habitant à l’intérieur d’un cercle fictif de 20 miles de diamètre autour de Kansas City — vit à côté d'un silo de missiles, dont un des opérateurs est un aviateur noir.
À l'université du Kansas (dans la ville de Lawrence), un professeur de sciences, Joe Huxley, discute de la situation internationale avec ses étudiants. Au même moment, les Soviétiques mettent en place le blocus de Berlin-Ouest.
Un étudiant, Stephen Klein, décide de faire de l'auto-stop pour rentrer dans sa famille qui vit à Joplin.
L’annonce du déclenchement des hostilités entre les troupes de l’OTAN et celles du pacte de Varsovie, en République fédérale d’Allemagne, provoque la panique (embouteillages pour sortir des villes et afflux de clients dans les supermarchés). À ce moment, les missiles balistiques intercontinentaux commencent à surgir de leurs silos et à s’élancer vers le ciel sous le regard impuissant des passants. Le professeur précise alors qu’il ne reste plus que trente minutes avant que les missiles soviétiques ne frappent les États-Unis. La famille de fermiers de Harrisonville transforme sa cave en abri contre les retombées radioactives. Oakes est en route pour Kansas City quand les bombes atomiques russes explosent.
Les survivants du bombardement sont alors observés dans leur lutte pour survivre face aux conséquences de cette attaque massive.

## Fiche technique
- Titre original : The Day After
- Titre français : Le Jour d'après
- Réalisation : Nicholas Meyer
- Scénario : Edward Hume
- Production : Stephanie Austin et Robert Papazian
- Musique : David Raksin
- Photographie : Gayne Rescher
- Montage : William Paul Dornisch et Robert Florio
- Décors : Peter Wooley
- Costumes : Bill Flores
- Pays d'origine : États-Unis
- Format : Couleurs - 1,33:1 - Mono - 35 mm
- Genre : Drame, science-fiction
- Durée : 127 minutes
- Dates de diffusion : 20 novembre 1983 (États-Unis sur ABC), 25 janvier 1984 (France)
- Film interdit aux moins de 12 ans lors de sa sortie en France

## Distribution
- Jason Robards (VF: Marcel Bozzuffi): le docteur Russell Oakes
- JoBeth Williams : l'infirmière Nancy Bauer
- Steve Guttenberg : Stephen Klein (crédité comme Steven Guttenberg)
- John Cullum (VF: Serge Sauvion) : Jim Dahlberg
- John Lithgow : Joe Huxley
- Bibi Besch : Eve Dahlberg
- Lori Lethin : Denise Dahlberg
- Amy Madigan : Alison Ransom
- Jeff East : Bruce Gallatin
- Georgann Johnson : Helen Oakes
- William Allen Young : Airman Billy McCoy
- Calvin Jung (en) : le docteur Sam Hachiya
- Lin McCarthy : le docteur Austin
- Dennis Lipscomb : le révérend Walker
- Clayton Day : Dennis Hendry
- Doug Scott : Danny Dahlberg
- Ellen Anthony : Joleen Dahlberg
- Kyle Aletter : Marilyn Oakes
- Stephen Furst : Aldo
- Alston Ahern : Cynthia (créditée Alston Ahearn)
- William Allyn : le professeur
- Antonie Becker : Ellen Hendry
- Pamela Brown : l'infirmière
- Jonathan Estrin : Julian French
- Arliss Howard : Tom Cooper
- Rosanna Huffman : Dr. Wallenberg
- Barbara Harris : Cleo Mackey (créditée Barbara Iley)
- Madison Mason : TV host
- Bob Meister : Cody
- Vahan Moosekian : Mack
- George Petrie : Dr. Landowska
- Tom Spratley : le coiffeur 1
- Glenn Robards : le coiffeur 2
- Stan Wilson : Vinnie Conrad

## Analyse
Dirigé par Nicholas Meyer et écrit par Edouard Hume, Le Jour d’après est un téléfilm d’une durée de 2 heures, programmé sur le réseau d'ABC le 20 novembre 1983. Diffusé alors que la tension était très vive entre les gouvernements de Ronald Reagan et de Youri Andropov, aussi rudimentaire fût-il sur le plan de son scénario, le film a néanmoins été efficace dans sa démonstration.
Après la diffusion du film, un débat télévisé est organisé entre William F. Buckley (un écrivain conservateur) et Carl Sagan, dans lequel ce dernier compare la course aux armements à « deux hommes se faisant face avec de l’essence jusqu’à la taille, l’un avec 3 allumettes et l’autre avec 5 ». Sagan évoque également pour la première fois le concept d'hiver nucléaire, affirmant que le cauchemar d’une guerre nucléaire commencerait une fois que celle-ci serait terminée.
Meyer est parvenu à faire ressortir l’essentiel de ces éléments. Il montre que rien ni personne n’est épargné : femmes, enfants et animaux familiers sont vaporisés. Le gouvernement fournit peu d'aide et les personnes qui s’aventurent à l’extérieur après les attaques succombent toutes à l'empoisonnement dû aux radiations. Meyer a passé une année entière à étudier les effets des retombées radioactives et parvient à en faire une bonne description à travers son film.
La première diffusion de ce film a eu un impact médiatique important. Aucun des sponsors habituels de la chaîne n’a souhaité diffuser de publicité dans la partie du film qui suit l’attaque nucléaire.
On estime que plus de 100 millions d'Américains ont regardé ce téléfilm lors de sa première diffusion,.

## Tournage
- Le tournage s'est déroulé à Harrisonville, Kansas City et Lawrence. Le choix de la ville n'est d'ailleurs pas innocent : durant la guerre froide, Lawrence était réputée, du fait de sa position centrale, comme étant la moins affectée par un potentiel impact atomique, s'il venait à tomber sur des zones stratégiques et forcément côtières. Les effets de la bombe pouvaient donc être exposés avec d'autant plus d'efficacité que le film pouvait ainsi s'attarder sur le sort des survivants[réf. souhaitée].
- Aucune vidéo d'explosions nucléaires réelles ne fut mise à la disposition de la production ; le département effets spéciaux se chargea de recréer le champignon atomique par une diffusion de peinture dans un conteneur rempli d'eau[réf. souhaitée] ;
- Le réalisateur Nicholas Meyer — qui avait notamment travaillé sur le film Star Trek II — s’est dit exaspéré de la censure pratiquée par ABC. Il a interrompu son travail et a menacé de faire retirer son nom du générique. Meyer s'est ensuite apaisé, mais en promettant de ne plus retravailler pour la télévision[réf. souhaitée] ;
- Le Jour d'après fait usage de documents d'archives. Certaines scènes de panique sont issues du film Un tueur dans la foule (1976), tandis que des scènes de destruction proviennent de Meteor (1979)[réf. souhaitée].
- On peut voir un extrait de ce film dans la série The Americans, saison 4, épisode 9
- Dans la version française, il y a des erreurs de traduction quand est annoncée à la radio l'invasion de la RDA par les États-Unis. Il s'agit de l'autoroute A2 et non A8, de la ville de Marienborn et non Marienbourg et l'OTAN n'avait pas à attaquer le poste-frontière d'Helmstedt puisqu'il est situé en RFA, son homologue est-allemand étant justement à Marienborn.

## Accueil
- Avant de regarder le téléfilm en octobre 1983, plus d'un mois avant sa sortie, le président des États-Unis Ronald Reagan aurait soumis au réalisateur quelques suggestions dans le montage[3]. Reagan écrivit dans son journal que le film, « puissamment fait et très efficace », l'avait « très déprimé ». Néanmoins, il estimait que c'était de la « propagande anti-nucléaire »[4]. Cependant, les chefs d'état-major américains auraient été pétrifiés par le visionnage du film, et lors du sommet de Reykjavik préparant la réduction des armements nucléaires, Meyer reçut un télégramme de l'administration Reagan lui assurant que son film avait compté[5].
- Un important standard téléphonique fut prévu pour calmer le nombre massif de téléspectateurs que ce film ne manqua pas de troubler lors de sa première diffusion[réf. souhaitée].
- Amerika, une mini-série sur une occupation des États-Unis par l'Union Soviétique, fut diffusée en 1987 à la suite d'une proposition due au film.

## Distinctions et récompenses
- Récompenses lors des Emmy Awards :
  - Outstanding Film Sound Editing for a Limited Series or a Special
  - Outstanding Individual Achievement - Special Visual Effects

- Nominations pour les Emmy Awards :
  - Outstanding Achievement in Hairstyling
  - Outstanding Achievement in Makeup
  - Outstanding Art Direction for a Limited Series or a Special
  - Outstanding Cinematography for a Limited Series or a Special (Gayne Rescher)
  - Outstanding Directing in a Limited Series or a Special (Nicholas Meyer)
  - Outstanding Drama/Comedy Special (Robert Papazian)
  - Outstanding Film Editing for a Limited Series or a Special (William Dornisch and Robert Florio)
  - Outstanding Film Sound Mixing for a Limited Series or a Special
  - Outstanding Supporting Actor in a Limited Series or a Special (John Lithgow)
  - Outstanding Writing in a Limited Series or a Special (Edward Hume)